# Hélène Mignon
Pour les articles homonymes, voir Mignon (homonymie).
Hélène Mignon, femme politique française, née le 26 juin 1934 à Toulouse (Haute-Garonne).

## Biographie
Elle est docteur en médecine, spécialiste en dermatologie.
Députée pendant 15 ans, Hélène Mignon a aussi été vice-présidente de l'Assemblée nationale, charge qu’elle partage en alternance avec Paulette Guinchard-Kunstler députée du Doubs.
Elle est élue députée le 16 juin 2002, pour la XIIe législature (2002-2007), dans la circonscription de la Haute-Garonne (6e). Elle fait partie du groupe socialiste.

## Décorations
- Chevalière de la Légion d'honneur (JO du 1er janvier 2009).

## Mandats
- 13/03/1977 - 05/03/1983 : membre du conseil municipal de Seysses (Haute-Garonne)
- 26/03/1979 - 17/03/1985 : membre du conseil général de la Haute-Garonne du Canton de Muret
- 07/03/1983 - 12/03/1989 : adjointe au maire de Seysses
- 18/03/1985 - 29/03/1992 : membre du conseil général de la Haute-Garonne du Canton de Muret
- 13/06/1988 - 01/04/1993 : députée
- 24/03/1989 - 18/06/1995 : maire de Muret (Haute-Garonne)
- 01/06/1997 - 25/06/2007 : députée de la sixième circonscription de la Haute-Garonne
- 01/10/2003 - 30/09/2004 : Vice-présidente de l'Assemblée nationale[2]
- 01/01/2006 - 19/06/2007 : Vice-présidente de l'Assemblée nationale[2]